# Saint-Loup (Allier)
Saint-Loup è un comune francese di 603 abitanti situato nel dipartimento dell'Allier della regione dell'Alvernia-Rodano-Alpi.

## Società

### Evoluzione demografica
Abitanti censiti